# Liste des basiliques du Latium
Cette liste recense les basiliques du Latium, Italie.

## Liste
- Alatri
  - Co-cathédrale Saint-Paul
- Albano Laziale
  - Cathédrale San Pancrazio
- Castel Sant'Elia
  - Basilique Sant'Elia
- Marino
  - Basilique Saint-Barnabé
- Rome
  - Voir la liste des basiliques de Rome
- Viterbo
  - Basilique San Francesco alla Rocca